# Wahpeton (Iowa)
Pour les articles homonymes, voir Wahpeton.
Wahpeton est une ville située dans le comté de Dickinson, dans l’État de l’Iowa, aux États-Unis. Selon le recensement de 2000, sa population s’élève à 462 habitants. Densité : 220,8 hab./km2 (572,1 hab./mi2). Superficie totale : 3,4 km2 (1,3 mi2).
La ville porte le nom d’une branche des Sioux.